# All My Loving (міні-альбом)
All My Loving — міні-альбом, випущений The Beatles у Великій Британії 7 лютого 1964 року лейблом Parlophone (каталожний номер GEP8891). Це четвертий британський міні-альбом "Бітлз", до якого увійшли чотири треки (два з альбому Please Please Me і два з альбому With The Beatles), і який було випущено лише у форматі моно. Він також був виданий у Швеції, Австралії та Новій Зеландії.

## Список пісень
| Сторона 1 | Сторона 1                            | Сторона 1                   | Сторона 1      | Сторона 1  |
| #         | Назва                                | Автор                       | Головний вокал | Тривалість |
| --------- | ------------------------------------ | --------------------------- | -------------- | ---------- |
| 1.        | «All My Loving» (з With the Beatles) | John Lennon, Paul McCartney | Paul McCartney | 2:10       |
| 2.        | «Ask Me Why» (з Please Please Me)    | John Lennon, Paul McCartney | John Lennon    | 2:28       |
| 4:38      |                                      |                             |                |            |

| Сторона 2 | Сторона 2                                         | Сторона 2                   | Сторона 2      | Сторона 2  |
| #         | Назва                                             | Автор                       | Головний вокал | Тривалість |
| --------- | ------------------------------------------------- | --------------------------- | -------------- | ---------- |
| 1.        | «Money (That's What I Want)» (з With the Beatles) | Janie Bradford, Berry Gordy | John Lennon    | 2:52       |
| 2.        | «P.S. I Love You» (з Please Please Me)            | John Lennon, Paul McCartney | Paul McCartney | 2:02       |
| 4:54      |                                                   |                             |                |            |

## Позиції в чартах

### Великобританія
- Поява : 8 лютого 1964
- Найвища позиція : 1 (протягом 8 тижнів)
- Тижнів в чарті : 44 тижнів

### Австралія
- Поява : 21 березня 1964[2]
- Найвища позиція : 1[2]
- Тижнів в чарті : 29 тижнів[2]